# Batu Putih (Sekotong Tengah)
Batu Putih is een bestuurslaag in het regentschap West-Lombok van de provincie West-Nusa Tenggara, Indonesië. Batu Putih telt 6372 inwoners (volkstelling 2010).